# Urynoterapia
Ten artykuł opisuje teorie, metody lub czynności niezgodne ze współczesną wiedzą medyczną.

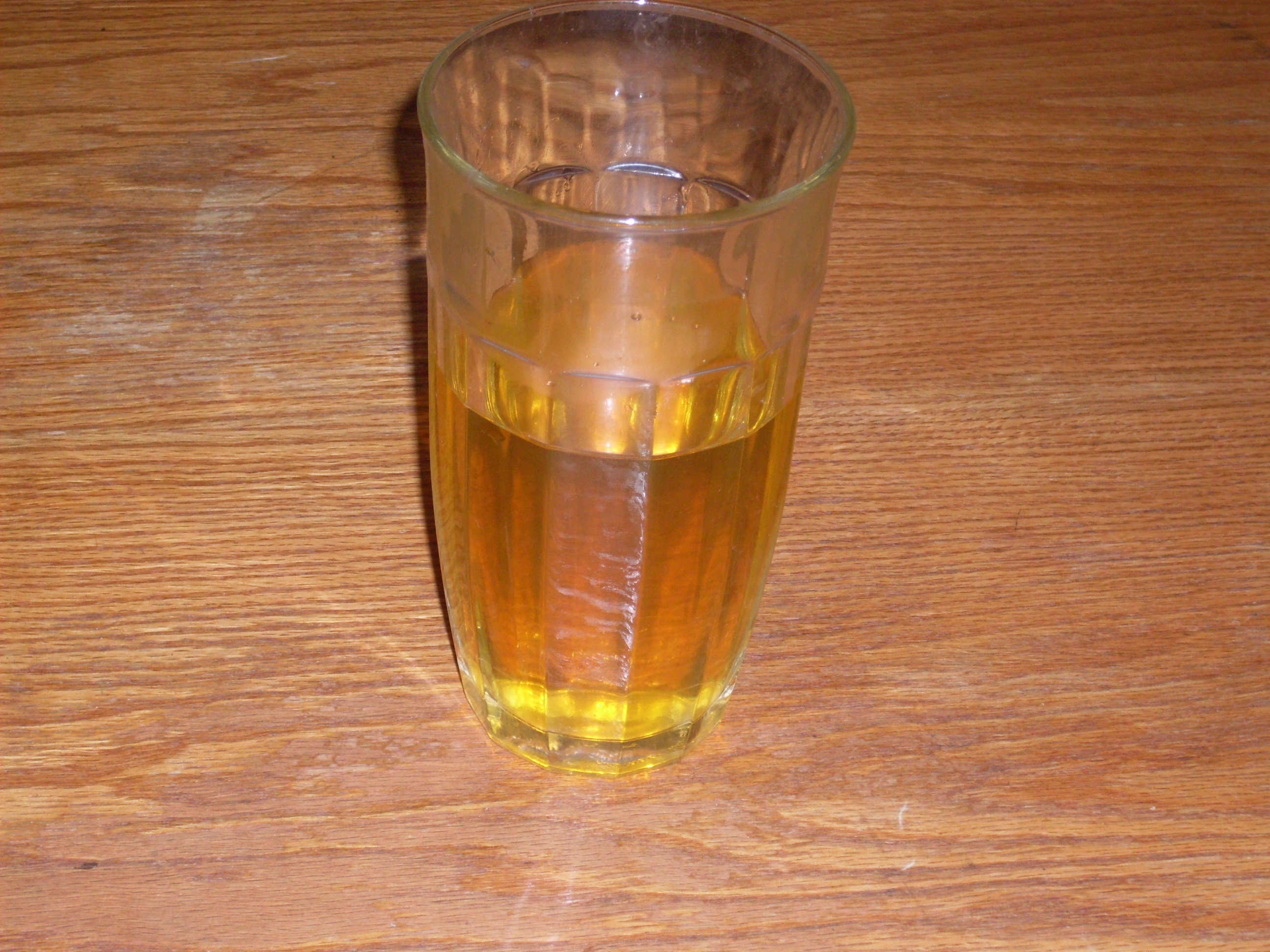
Ludzki mocz w szklance

Urynoterapia – kontrowersyjna, zaliczana do medycyny niekonwencjonalnej, metoda leczenia moczem. Wykorzystywane są różne formy tej terapii, które można podzielić na stosowanie zewnętrzne i wewnętrzne. Nie istnieją wiarygodne badania naukowe potwierdzające leczniczą skuteczność urynoterapii.